# Acordeón cromático

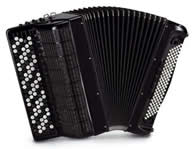
Acordeón cromático de botones.

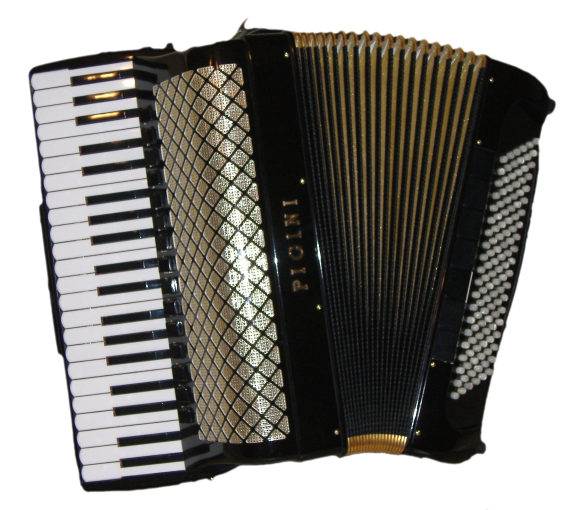
Acordeón cromático de teclas.

acordeón cromático es un instrumento de viento de lengüeta libre. El adjetivo "cromático" aplicado a la música se refiere a las 12 notas diferentes de la escala cromática; es decir, las notas naturales y las alteradas: do, do#, re, re#, mi, fa, fa#, sol, sol#, la, la# y si.
En un acordeón cromático se pueden interpretar melodías en cualquier tonalidad. Estos instrumentos pueden ser (para la parte melódica) tanto de botones como de teclas. Los acordeones de botones pueden pertenecer a los sistemas: simétrico[1] (las 12 notas de la escala cromática se sitúan en 2 hileras con 6 notas c/u); o a los sistemas cromáticos B o C (las 12 notas de la escala cromática se reparten en 3 hileras con 4 notas c/u). Los acordeones de teclas pueden ser: del sistema piano (las 12 notas de la escala cromática se reparten en 2 hileras en forma asimétrica, 7 notas en la primera hilera y 5 en la segunda); del sistema simétrico (las 12 notas de la escala cromática se reparten en 2 hileras con 6 notas c/u). En la parte armónica todos tienen el sistema Stradella (6 hileras de botones, dos hileras de bajos y contrabajos y 4 de acordes). Algunos pueden tener además sistemas de bajos libres (para tocar melodías en la parte armónica). 
El acordeón cromático está conformado por un fuelle situado entre dos cajas armónica de madera, que albergan los diapasones, donde están sujetas las lengüetas metálicas, que vibran gracias a la corriente de aire que se origina por la fuerza del brazo izquierdo del acordeonista al accionar el fuelle.
Se Puede Tocar Funaná
Cada tecla o botón del acordeón cromático emite el mismo sonido al abrir y al cerrar el fuelle.
En México se usa en los grupos norteños reemplazando al acordeón de botones. Uno de los primeros grupos en reemplazarlo fue Los Canelos de Durango